# 国家回教堂

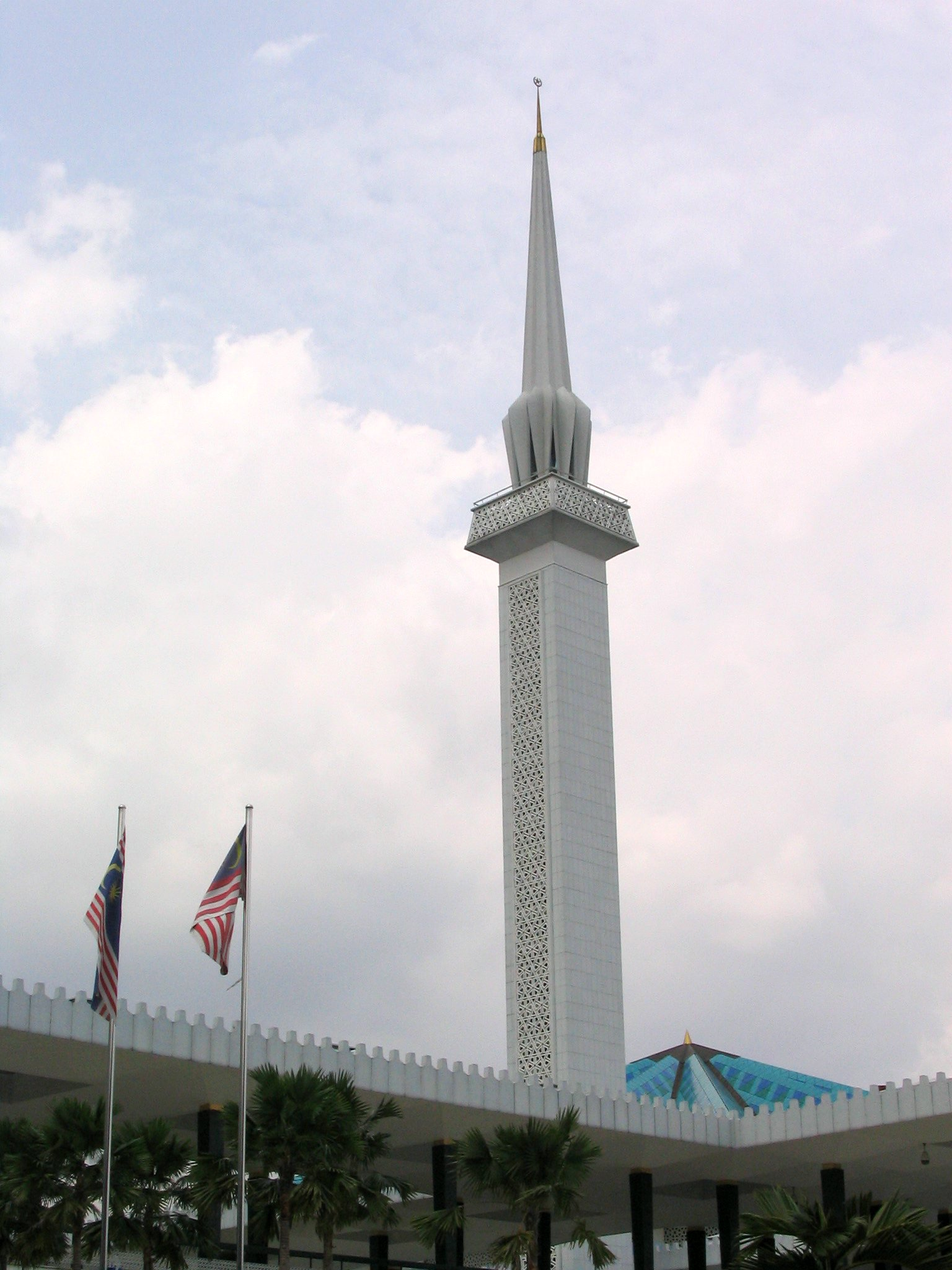
國家清真寺的尖塔

國家回教堂，是馬來西亞聯邦首都吉隆坡的一所清真寺，也是該國的國家清真寺。可容納15,000人聚禮。
清真寺是建築在一座基督教教堂的原址上。1957年開始構思，1965年完工。原來是要以第一位馬來西亞首相東姑阿都拉曼命名，但他拒絕了，而提議把清真寺命名為「國家」，慶祝馬來亞以不流血方式獲得獨立。清真寺大廳覆以16角星形混凝土屋頂，宣禮塔高73公尺，分別是象徵了打開和關閉的雨傘，暗合馬來西亞熱帶國家的氣候特徵。
有别于传统的传统清真寺的洋葱头设计, 蓝色16角星形的屋顶, 一共16个尖顶, 这几个尖顶代表着马来西亚11州和回教的5功，即念，礼，斋，课，朝。